# Klintabäcken
Klintabäcken är ett naturreservat i Kristianstads kommun i Skåne län.
Området är naturskyddat sedan 2010 och är 72 hektar stort. Reservatet består av branter klädda med ädellövskog kring Klintabäcken.